# 916 (szám)
A 916 (római számmal: CMXVI) egy természetes szám.

## A szám a matematikában
A tízes számrendszerbeli 916-os a kettes számrendszerben 1110010100, a nyolcas számrendszerben 1624, a tizenhatos számrendszerben 394 alakban írható fel.
A 916 páros szám, összetett szám, nontóciens szám, a Mian–Chowla-sorozat tagja. Kanonikus alakban a 22 · 2291 szorzattal, normálalakban a 9,16 · 102 szorzattal írható fel. Hat osztója van a természetes számok halmazán, ezek növekvő sorrendben: 1, 2, 4, 229, 458 és 916.